# Vilaseca
Vilaseca (oficialmente en catalán Vila-seca) es un municipio de Cataluña, España. Pertenece a la provincia de Tarragona, en la comarca del Tarragonés. Cuenta con 23 826 habitantes (INE 2024). 
Hasta la década de 1980 mantuvo su nombre tradicional de Vilaseca de Solcina, tomando luego el nombre de Vilaseca y Salou. En 1989 Salou se segregó del municipio tras una larga polémica.

## Geografía
Integrado en la comarca del Tarragonés, se sitúa a 11 kilómetros de la capital provincial. El término municipal está atravesado por las siguientes carreteras:
- Autopista del Mediterráneo (AP-7): vía rápida de comunicación entre Barcelona y Valencia.
- Autovía del Mediterráneo (A-7): alternativa sin peaje de la anterior.
- Carretera nacional N-340 (pK 1149-1154): permite la comunicación con Tarragona.
- Carretera autonómica C-14: conecta Reus con Salou.
- Carretera autonómica C-31B: conecta Tarragona con Salou.
- Carretera local T-319: conecta con Port Aventura y Salou.
- Carretera local TV-3148: permite la comunicación con la playa de La Pineda.

Además del núcleo principal, el municipio incluye también los núcleos urbanos de La Pineda, en la costa; y La Plana, en el límite del término municipal colindando con Reus. Dentro del término municipal se encuentra parte del complejo de ocio de PortAventura World.
El relieve del municipio es bastante llano, al encontrarse en el prelitoral de la costa Dorada. La altitud oscila entre los 67 metros en el punto más elevado de la villa y el nivel del mar en la playa de La Pineda. El casco histórico se alza a 43 metros sobre el nivel del mar.  
| Noroeste: Reus                  | Norte: Reus | Noreste: Reus             |
| Oeste: Riudoms y Viñols y Archs |             | Este: Reus y Tarragona    |
| Suroeste: Salou                 | Sur: Salou  | Sureste: Mar Mediterráneo |

### Ferrocarril
La localidad cuenta con una estación de ferrocarril donde parten trenes regionales hacia distintos destinos de Cataluña. Debido a que se encuentra en el centro del eje Reus - Tarragona, cuenta con un alto número de frecuencias hacia estas dos ciudades.

## Historia
Diversos restos encontrados demuestran que estuvo poblado ya durante la época de la Antigua Roma. La población llegó después de la reconquista en 1162 cuando el rey Alfonso II de Aragón cedió estas tierras a Ramón de Olzina. La donación a esta familia fue confirmada por Pedro II de Aragón en 1208. El término de La Pineda pertenecía a la curia de Tarragona. Formó parte de la Comuna del Campo.
Durante la Edad Media existía otra villa conocida como Vilaseca del Comú, vecina de la de los señores de Olzina. Perteneció al arzobispo de Tarragona hasta 1525 cuando se decretó la unificación de las dos Vilasecas.
El municipio participó activamente en la defensa del puerto de Salou, reclamando en diversas ocasiones sus derechos sobre el mismo. El puerto era un punto estratégico militar y una importante fuente de ingresos. Durante mucho tiempo fue considerado como el puerto de todos los pueblos que conformaban la Comuna del Camp hasta que Fernando II de Aragón prohibió el uso del mismo. Vilaseca se convirtió entonces en el principal puerto por lo que sufrió ataques por parte de los piratas berberiscos. Se construyeron dos torres de vigía y defensa para protegerse de los ataques corsarios.
Durante la guerra de los Segadores la ciudad fue ocupada por las tropas del rey Felipe IV de España; muchos de sus defensores fueron ejecutados y tanto la iglesia como la Casa de la Villa fueron incendiadas. La población sufrió también importantes pérdidas durante la Guerra de la Independencia española.
A finales del siglo XX Salou se segregó y se convirtió en municipio independiente. Por otra parte, la adjudicación del concurso que permitía la instalación de un gran parque temático, el de Port Aventura, supuso un importante impulso para la economía de la población.

## Geografía humana

### Demografía
Cuenta con una población de 23 826 habitantes (INE 2024).
| Gráfica de evolución demográfica de Vilaseca entre 1842 y 2021 |
| |
| Población de derecho según los censos de población del INE Población de hecho según los censos de población del INEEn estos censos se denominaba Villaseca: 1842 y 1857 En estos censos se denominaba Vilaseca: 1860, 1877, 1887, 1897, 1900, 1910, 1920, 1930, 1940, 1950, 1960 y 1970 En estos censos se denominaba Vilaseca y Salou: 1981 y 1991 Entre el censo de 1991 y el anterior, disminuye el término del municipio porque independiza a 43905 (Salou) |

### Economía
La economía tradicional de Vilaseca se basaba en la agricultura. La construcción en la década de 1960 de diversas industrias químicas y del metal hicieron perder fuerza al sector primario.
Su ubicación en plena Costa Dorada y PortAventura World ha supuesto un fuerte impulso para el turismo, sobre todo en la zona de la Pineda, situada en la costa.

## Cultura

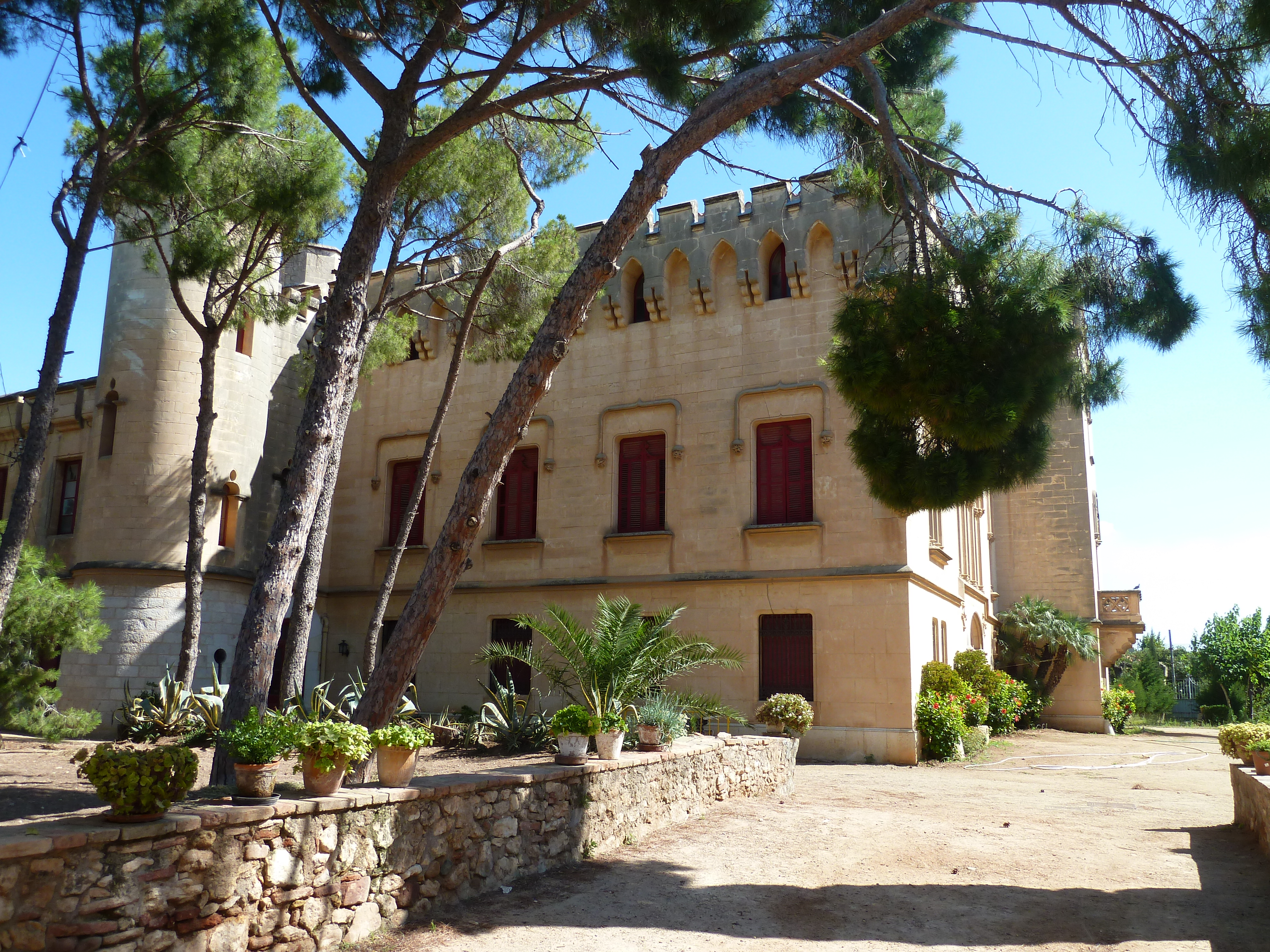
Castillo de Vilaseca de Solcina

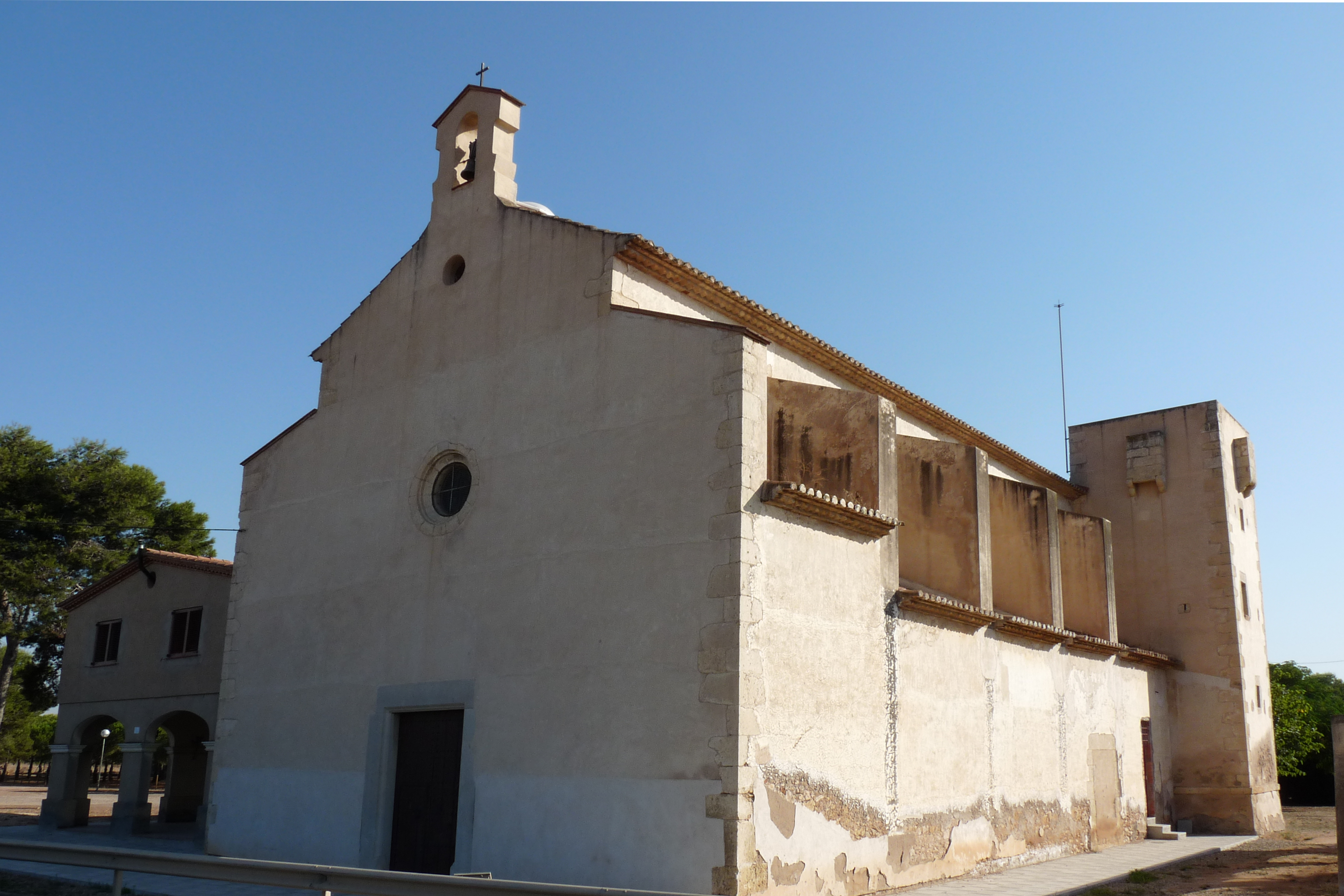
Ermita de la Pineda

La iglesia parroquial está dedicada a San Esteban. De estilo de transición entre el gótico y el renacimiento el templo es de nave única. Tiene un campanario construido en 1605. En 1880 se añadió la capilla del Santísimo cuya fachada está coronada por un destacable rosetón.
Se conservan aún parte de las antiguas muralla, destacando una de las puertas de entrada con un arco con dovelas. También se conserva la antigua torre de vigía conocida como torre de San Antonio. El castillo de la villa aparece documentado ya en el siglo XV siendo propiedad del arzobispado de Tarragona. En el siglo XVIII fue adquirido por un neerlandés, Joan Kies Helmont, quien edificó en ese lugar una casa que recuerda a las casas de campo holandesas. En 1899 fue adquirida por la familia Sicart quienes dieron al castillo su aspecto actual. A finales de 2006 fue adquirido por el ayuntamiento siendo actualmente patrimonio de la población. Como curiosidad destacar que los empadronados en Vilaseca que realizan una boda civil se pueden casar en él.
En La Pineda se encuentra un santuario dedicado a la Virgen. Construido en el siglo XIII se amplió en 1708. En su interior se encuentra un bajo relieve de la Virgen, realizado en piedra en el siglo XIV. A su lado se encuentra una antigua torre de defensa del siglo XVII.
Vilaseca celebra su fiesta mayor el 3 de agosto, actos que se realizan principalmente en la Pineda por ser una ubicación más turística. La fiesta mayor más seguida por los vilasecanos se celebra en 17 de enero en honor de San Antonio Abad.

### Patrón
San Antonio Abad